# Lista de prefeitos de Teutônia
| Foto | Prefeito                                                      | Mandato               | Partido |
| ---- | ------------------------------------------------------------- | --------------------- | ------- |
|      | Elton Klepker (vice: Silvério Luersen)                        | 01/01/1983 31/12/1988 | PDS     |
|      | Silvério Luersen (vice: José Danilo Jantsch)                  | 01/01/1989 31/12/1992 | PDT     |
|      | Elton Klepker (vice: Derci Bayer)                             | 01/01/1993 31/12/1996 | PDS     |
|      | Ricardo Jose Brönstrup (vice: Alcido Lindemman)               | 01/01/1997 31/12/2000 | PMDB    |
|      | Ricardo Jose Brönstrup (vice: Werner Wiebusch)                | 01/01/2001 31/12/2004 | PMDB    |
|      | Silvério Luersen (vice: Renato Airton Altmann)                | 01/01/2005 31/12/2008 | PDT     |
|      | Renato Airton Altmann (vice: Ariberto Magedanz)               | 01/01/2009 31/12/2012 | PP      |
|      | Renato Airton Altmann (vice: Evandro Biondo)                  | 01/01/2013 31/12/2016 | PP      |
|      | Jonatan Brönstrup (vice: Valdir Oliveira do Amaral 'Dirinho') | 01/01/2017 31/12/2020 | PSDB    |
|      | Celso Aloisio Forneck (vice: Aline Röhrig Kohl)               | 01/01/2021 31/12/2024 | PDT PL  |
|      | Renato Airton Altmann (vice: Evandro Biondo)                  | 01/01/2025 31/12/2028 | PSD     |